# Wenjingjiang
Wenjingjiang (kinesiska: 文井江镇, 文井江) är en köping i Kina. Den ligger i provinsen Sichuan, i den sydvästra delen av landet, omkring 63 kilometer väster om provinshuvudstaden Chengdu. Antalet invånare är 6 098. Befolkningen består av 2 951 kvinnor och 3 147 män. Barn under 15 år utgör 8,0 %, vuxna 15-64 år 77 %, och äldre över 65 år 13,0 %.
Genomsnittlig årsnederbörd är 1 431 millimeter. Den regnigaste månaden är juli, med i genomsnitt 351 mm nederbörd, och den torraste är januari, med 12 mm nederbörd.